# 후안 카나로
후안 카나로(Juan Canaro, 1892년 6월 23일 ~ 1977년 3월 16일)는 지휘자·반도네온 주자로 활동하였다. 탱고의 거장이라는 프란시스코 카나로의 동생으로서 반도네온 주자이다.
형 프란시스코의 악단에서 활약, 1925년에는 형과 함께 파리에 성공을 거두었다. 그 후 독립하여 자기의 악단을 조직하거나 막내동생과 함께 카나로 형제 6중주단 등을 구성한 적도 있다. 널리 세계적으로 탱고의 본고장 아르헨티나의 오르케스타 티피카를 소개, 보급시키는 데 기여하였다.